# Supply-Chain-Management-Software
Supply-Chain-Management-Software  wird verwendet, um moderne Planungs- und Steuerungsmethoden in Unternehmen zu integrieren und diese innerhalb der Lieferkette (englisch supply chain) zu vernetzen.

## Definition
Supply-Chain-Management-Software ist die informationstechnische Umsetzung zum Supply-Chain-Management. Um unternehmensspezifische Anforderungen zu erfüllen, steht eine Vielzahl unterschiedlicher Softwarelösungen zur Auswahl. Dabei wird zwischen integrierten Supply-Chain-Management-Systemen und Add-on-Lösungen unterschieden. Ziel der Supply-Chain-Management-Software ist die Steigerung der Wettbewerbsfähigkeit durch den Einsatz von Planungs- und Steuerungsinstrumenten.

## Historische Entwicklung
Die Anfänge der Supply-Chain-Management-Software liegen in den Material-Requirements-Planning-Systemen (MRP-Systemen) aus den 1960er Jahren. Nachdem diese Materialbedarfsplanungssysteme zu den Manufacturing-Resources-Planning-Systemen (MRP-II-Systemen) erweitert wurden, umfassten sie alle Bereiche der Produktionsplanung und Steuerung. Aufgrund der sequentiellen Arbeitsweise ist diese Technologie für moderne Planungsverfahren und Simultanplanungsmethoden ungeeignet. In den 90er Jahren wurden die genannten Systeme erstmals durch ERP-Systeme ersetzt, welche auf einer unternehmensweiten Datenbank beruhen. Ihre Funktionen decken alle innerbetrieblichen Bereiche eines Unternehmens ab und können auch überbetrieblich erweitert werden.
Um den Funktionsumfang zu erweitern, wurden Advanced-Planning-and-Scheduling-Systeme (APS-Systeme) entwickelt. Neben der Verfeinerung der internen Planungsmöglichkeiten ist ihr Zweck, umfangreiche Funktionen zur überbetrieblichen Planung zu ermöglichen. Die Supply-Chain-Management-Systeme sollen ebenfalls durch spezialisierte Module Funktionen zur Planung und Steuerung der Lieferkette bieten. Die Abgrenzung der heute im Einsatz befindlichen Softwaretypen ist aufgrund der verschwimmenden Grenzen schwierig. Teilweise wird sie auch gar nicht mehr vorgenommen. So bezeichnet der Softwareentwickler SAP sein komplettes Softwarepaket nur noch als SAP ERP.

## Integrierte Supply-Chain-Management-Systeme

### Advanced-Planning-&-Scheduling- und Supply-Chain-Management-Systeme
APS-Systeme arbeiten auf Basis von existierenden ERP-Systemen und stellen in Verbindung mit diesen die Voraussetzung für das überbetriebliche Supply-Chain-Management dar. Ihr Zweck ist hauptsächlich eine Verbesserung der internen Planungsmöglichkeiten und der Produktionsplanung, sowohl im Sinne der Zuverlässigkeit als auch der Geschwindigkeit, denn häufig erreichen ERP-Systeme trotz ihres hohen Preises nicht den gewünschten Effekt. Allerdings bieten sie auch erstmals, durch den Einsatz komplexerer Verfahren, umfangreiche Funktionen zur überbetrieblichen Planung, können also auch als zentrales, unternehmensübergreifendes System etabliert werden, um somit der Koordination der Lieferkette zu dienen. Dabei ist jedoch zu beachten, dass der Mensch als Entscheidungsträger in der Regel nicht ersetzt werden soll, sondern eine entscheidungsunterstützende Funktion angestrebt wird.
Der Funktionsumfang von Supply-Chain-Management-Systemen kann wiederum nicht eindeutig definiert werden und schwankt stark. Ebenso wie ERP- und APS-Systeme bestehen SCM-Systeme aus Modulen und bieten somit je nach Bedürfnissen unterschiedliche Funktionen. In der Regel werden hierbei Funktionen zur betriebsinternen Produktionsprogrammplanung ebenso geboten wie Hilfen zur Lieferkettensteuerung. Aufgrund des ähnlichen Funktionsumfangs ist eine Unterscheidung zu APS-Systemen problematisch. Existiert bereits ein APS-System, welches in das ERP-System integriert ist, dann ist also eine Erweiterung um die fehlenden Module aus dem SCM-System sinnvoll.

### Funktionsumfang
Die angebotenen Funktionen von Supply-Chain-Management-Software beginnen mit der strategischen Unternehmensplanung, welche die größte Langfristigkeit besitzt. Darauf folgen die taktische Lieferkettenplanung (englisch Supply Chain Planning) und schließlich die operative Planung mit der geringsten Langfristigkeit.
Zur strategischen Unternehmensplanung gehört die Netzwerkplanung, welche das Unternehmen dabei unterstützt, passende Standorte für Werke und Lager zu finden. Dabei ist nicht nur die Ortsbestimmung relevant, sondern auch die Anzahl der Standorte. Daraufhin werden optimierende Verfahren so angewendet, dass alle Produkte auf die Lager oder die Produktionsstandorte verteilt werden. In diese Verfahren können vielerlei Faktoren einwirken, so z. B. die Struktur der eigenen Lieferanten und Kunden, die durch Kapazitäten entstehenden Mengenbeschränkungen und bestimmte Servicelevel, die mit den Kunden vereinbart wurden.
Im Weiteren folgt die kurzfristigere taktische und operative Lieferkettenplanung. Der Grund, weshalb auch innerbetriebliche Planungsschritte miteinbezogen sind, ist die Voraussetzung ihrer hundertprozentigen Richtigkeit für die erfolgreiche überbetriebliche Planung.
- Absatzplanung
- Netzwerkbezogene Produktionsplanung
- Produktionsplanung
- Materialbedarfsplanung
- Distributionsplanung
- Available-to-promise (ATP)- und Capable-to-promise (CTP)-Funktionen
- Produktionsfeinplanung
- Beschaffungsfeinplanung
- Transportplanung

## Add-ons und Integration in ERP-Systeme
Die zweite Lösung neben dem integrierten Supply-Chain-Management-System, die sich anbietet, um die Lieferkette zu optimieren, sind die sogenannten Add-ons.
Bei dieser Art von Softwarelösung versucht man nicht die komplette Lieferkette zu überdenken, indem man Strukturen und Abläufe ändert, sondern das vorhandene System ergänzt und unterstützt. Man verbessert sozusagen lediglich Teile der internen Lieferkette.

### Aufgabe der Add-ons
Damit ein Add-on in das Unternehmen integriert werden kann, muss bereits ein klassisches Transaktionssystem (z. B. ERP-System) vorhanden sein. Add-ons wirken dem Hauptproblem dieser klassischen Transaktionssysteme entgegen. Dieses Defizit ist die mangelnde Transparenz in der Planungssituation. Denn die Systeme unterstützen die Planungsentscheidungen nur im geringsten Umfang. Erschwerend kommt hinzu, dass Schwächen bei der Bedienung von Warenwirtschaftssystemen auftreten, die nicht für das Planen über einen längeren Zeitraum ausgelegt sind und auch nicht auf entstehende Probleme aufmerksam machen (z. B. Aufbau von zu hohen Sicherheitsbeständen).
Die Aufgabe der Add-ons ist es nun, das bestehende Transaktionssystem so zu unterstützen, dass das Produktionsmodell über eine längere Zeitspanne, angefangen in der Vergangenheit bis hin zur Zukunft widergespiegelt werden kann. Außerdem soll die Softwarelösung die Benutzeroberfläche des Systems vereinfachen, so dass eine einfache Bedienung möglich ist und dabei selbst schnell und optimiert entscheiden. Unumgänglich für eine Verbesserung der Reaktionsschnelligkeit ist, dass das System vorausschauend planen kann. Dabei kommt es vor allem darauf an, die Auswirkungen der ermittelten Prognosen richtig zu interpretieren. Beispielsweise muss die Vorhersage auf den Materialbedarf, veränderte Nachfrage auf die Kapazität und Engpässe zutreffend gedeutet werden. Die Softwarelösung muss intelligent genug sein, um jederzeit auf jede Art von Problemen innerhalb der Lieferkette reagieren zu können und die optimale Antwort zu geben.

### Optimierungsmöglichkeiten durch Add-ons
- Customer-Relationship-Management (CRM)
- Supplier-Relationship-Management (SRM)
- Supply-Chain-Management-Tools (SCM)
- Advanced-Planning-Systems (APS)
- Warehouse Management (WMS)
- Business Intelligence (BI)

### Voraussetzung für eine Supply-Chain-Optimierung
Für die Initialisierung von Supply-Chain-Optimierungen gibt es keine expliziten Voraussetzungen. Es muss sich lediglich um ein Industrie- oder Handelsunternehmen handeln, welches seine Prozesse und Bestände über ein PPS-(Produktionsplanungs- und Steuerungssystem) oder ein Warenwirtschaftssystem steuert. In den einzelnen Bereichen dieser Systeme gibt es genug Unstimmigkeiten und Ansatzpunkte, um die Prozesse mit Hilfe einer Supply-Chain-Management-Software Lösung zu optimieren.

## Unterschiede zwischen Add-on- und integrierten SCM-Systemen
Grundsätzlich versuchen beide Ansätze das gleiche Ziel, nämlich die Verbesserung der Wettbewerbsfähigkeit durch optimalen Kundenservice bei minimalen Kosten.
Bei der Add-on-Lösung geht es ausschließlich darum, das Hauptproblem in der Lieferkette zu lokalisieren und später zu optimieren. Deshalb nehmen die Add-ons nur einen geringen Einfluss auf die interne Lieferkette und befassen sich nur mit dem wichtigsten Glied. Später lässt sich diese Softwarelösung aber problemlos erweitern, so dass sich ein sehr großer Teil der Lieferkette optimieren lässt.
Im Gegensatz zu den Add-ons beschäftigen sich die integrierten Supply-Chain-Management-Systeme mit einer ganzheitlichen Verbesserung. Diese Software zielt auf eine Komplettlösung ab. Dabei beziehen sich die integrierten SCM-Systeme auf die ganze vorhandene Lieferkette. Es werden alle vorliegenden Daten, Prozesse und Partner vernetzt und im Unternehmen integriert, so dass nicht nur Teile der internen Lieferkette, sondern die gesamte Lieferkette optimiert werden kann.

## Möglichkeiten sowie Grenzen, Vorteile und Nachteile
Das integrierte Supply-Chain-Management-System stellt gegenüber einfacheren Systemen eine teurere Lösung dar, bietet aber Konzernen, die international orientiert sind, mehr Vorteile, da durch diese Software von der Absatzplanung über die Fertigungssteuerung bis hin zur Auslieferung alle Teile der Lieferkette abgedeckt sind. Es wird also die gesamte Lieferkette neu konfiguriert. Diese Softwarelösung ist deshalb nur für Unternehmen rentabel, die weltweit vernetzte Beschaffungsketten haben und das nötige Investitionskapital besitzen. Allerdings werden dabei häufig nur große Partner oder 1st-Tier-Lieferanten in die Lieferkette eingebunden. Mittelständische Dienstleister werden nicht integriert, weil die hohen Investitionskosten in die Software eine zu hohe Einstiegsbarriere darstellen. Solche Dienstleister können somit nicht von dem Projekt profitieren, während dem zentralen System wiederum die Daten zu den kleineren Partnern fehlen.
Eine Vielzahl der Konzerne scheut sich jedoch davor, in so eine kostspielige Komplettlösung zu investieren. Für diese Unternehmen ist eine Add-on-Softwarelösung sinnvoller, denn hier geht man kein hohes finanzielles Risiko ein, wenn man seine Lieferkette durch ein Add-on verbessert. Außerdem lässt man sich auch die Möglichkeit offen, durch weitere Investitionen in Add-ons die Lieferkette weiter zu perfektionieren. Somit ist solch eine Ausgabe für mittelständische Unternehmen meist effizienter und risikoärmer. Eine weitere Problematik ergibt sich in der integrierten Lieferkette, sobald ein Unternehmen nicht nur in eine, sondern in mehrere unterschiedliche Lieferketten eingebunden ist. Es ist dabei gut möglich, dass dann die Softwarelösungen von mehreren Anbietern in die Firma integriert und benutzt werden müssen, um mit den übergeordneten Systemen kompatibel zu sein. Module bestehen somit doppelt, und es entstehen unnötig hohe Kosten. Besitzt das Unternehmen zudem neben dem zentralen Planungssystem (z. B. ein APS-System) kein eigenes, dann kann es außerhalb der Lieferkette nur begrenzt agieren. Diese Punkte sprechen wiederum für einen dezentralen Supply-Chain-Management-Ansatz, wenn auch nur unter der Voraussetzung der Standardisierung aller IT-Systeme.

## Cloud Computing im Hinblick auf das Supply-Chain-Management
Anstatt Software und Hardware lokal im Unternehmen zu betreiben, werden diese beim Cloud Computing über einen dritten Anbieter zur Verfügung gestellt und der Service vermietet. Die Verbreitung der Cloud Computing-Ansätze liegt in deutschen mittelständischen Unternehmen bei elf Prozent. Diesbezüglich wurde allerdings von 2012 auf 2016 eine Verdreifachung des Umsatzvolumens vorausgesagt.
Im Hinblick auf das Supply-Chain-Management werden u. a. folgende Vorzüge geschätzt:
- Standortunabhängiger Datenzugriff
- Weniger inkompatible Daten und Hardwareschnittstellen
- Geringere Investitionskosten
- Einfachere Integration neuer Partner in die Lieferkette
- Schnelle Durchführung von globalen Softwareupdates und Systemanpassungen

Die sinkenden fixen Kosten für die Kunden verschieben sich auf steigende variable Kosten. Der Grund dafür liegt in dem üblichen Bezahlmodell, dass der Dienstleister des Cloud Services nach Nutzung bezahlt wird.
Im Weiteren folgen Problematiken und Unsicherheiten des Cloud Computing:
- Ungewissheit über wichtige Aspekte des Datenschutzes und der Datensicherheit
- Juristische Probleme, die aus der Ortlosigkeit der Daten entstehen können
- Fehlen von großen, etablierten Anbietern von Cloud-Lösungen

Die Europäische Kommission will zukünftig durch Zertifizierungen und Standardisierungen das Cloud Computing für Unternehmen attraktiver gestalten. Vorher sollen diese Standards jedoch erst von der Branche selbst ausgearbeitet werden.